# Yekaterina Potápova
Yekaterina Mijáilovna Potápova –en ruso, Екатерина Михайловна Потапова– (Leningrado, URSS, 13 de marzo de 1990) es una deportista rusa que compite en remo.
Ganó dos medallas de bronce en el Campeonato Mundial de Remo, en los años 2017 y 2018, y cuatro medallas en el Campeonato Europeo de Remo entre los años 2017 y 2021.

## Palmarés internacional
| Campeonato Mundial | Campeonato Mundial        | Campeonato Mundial | Campeonato Mundial |
| Año                | Lugar                     | Medalla            | Prueba             |
| ------------------ | ------------------------- | ------------------ | ------------------ |
| 2017               | Sarasota (Estados Unidos) | Medalla de bronce  | Cuatro sin timonel |
| 2018               | Plovdiv (Bulgaria)        | Medalla de bronce  | Cuatro sin timonel |
| Campeonato Europeo |                           |                    |                    |
| Año                | Lugar                     | Medalla            | Prueba             |
| 2017               | Račice (República Checa)  | Medalla de bronce  | Ocho con timonel   |
| 2018               | Glasgow (Reino Unido)     | Medalla de oro     | Cuatro sin timonel |
| 2019               | Lucerna (Suiza)           | Medalla de bronce  | Ocho con timonel   |
| 2021               | Varese (Italia)           | Medalla de bronce  | Ocho con timonel   |